# 龍谷寺 (台東区東上野)
龍谷寺（りゅうこくじ）は、東京都台東区にある曹洞宗の寺院。

## 歴史
1616年（元和2年）、野村彦太夫為重の開基である。元々は湯島に位置していたが、1655年（明暦元年）に現在地に移転した。
1923年（大正12年）の関東大震災に罹災した。現在の建物は震災後に建てられたものである。
門柱に「豊川稲荷霊場」とあり、境内に豊川稲荷堂がある。当寺の最寄駅は稲荷町駅であるが、この「稲荷」は当寺の稲荷ではなく下谷神社を指している。

## 交通アクセス
- 稲荷町駅より徒歩2分（経路案内）。